# فرانچینا پابیل
فرانچینا پابیل (انگلیسی: Francina Pubill؛ زادهٔ ۸ اوت ۱۹۶۰) بازیکن فوتبال، و بازیکن بسکتبال اهل اسپانیا است.
از باشگاه‌هایی که در آن بازی کرده‌است می‌توان به باشگاه فوتبال اسپانیول اشاره کرد.